# Damien Gallucci
Damien Gallucci (2 februari 1986) is een voormalig Belgische voetballer. 
Gallucci is een middenvelder, hij wordt centraal of op de rechterflank uitgespeeld. Gallucci maakte in de jeugdreeksen deel uit van het Belgische nationale team. Was actief bij Excelsior Moeskroen en RRC Péruwelz alvorens getransfereerd te worden naar Eendracht Aalst. Hij speelde in het seizoen 2009/2010 met het rugnummer 13.